# Cirus Valls i Geli
Cirus Valls i Geli   (Rupià, 16 de setembre de 1741 - 1818) fou un pedagog, orador i acadèmic català. Fill de Paulí Valls i Martí, notari de Rupià, i de Narcisa Geli, el 1763 es doctorà en teologia a la Universitat de Gandia. Del 1769 al 1777 fou catedràtic de retòrica al col·legi tridentí de Girona i fou afavorit amb un benefici a la catedral. El 1778 fou nomenat qualificador del Sant Ofici de la Inquisició de Barcelona. El 1793 ingressà en la Reial Acadèmia de Bones Lletres de Barcelona on treballà en la publicació d'una col·lecció de poesies catalanes, de la qual feu el pròleg. Fou nomenat canonge de la Seu d'Urgell.
Publicà diverses obres religioses en castellà com El ilustre obispo y mártir san Narciso, modelo de santa vida, el. 1792. Entre el 1802 i el 1817 escriví una Col·lecció de poesies catalanes i treballs històrics: Dissertació demarcant els pobles de Catalunya anomenats ilergetes, cossetanys i suessetans, Notícia de les guerres en quines van distingir-se els prínceps de Catalunya. Es distingí com a predicador, va fer set publicacions entre sermons panegírics, oracions fúnebres i septenaris.